# Melchom
Melchom, prema Paklenom rječniku, demon koji nosi novčanik i isplaćuje plaću javnim službenicima u paklu. Ime je izvedeno od Milkoma, božanstva drevnih Amonićana i moguće je da je u vezi s imenom Moloha.